# Nikolai (Alaska)
Nikolai ist ein in der Yukon-Koyukuk Census Area im US-Bundesstaat Alaska gelegener Ort mit dem Status City mit 86 Einwohnern (2019).

## Geographie
Nikolai liegt am South Fork River, einem Quellfluss des Kuskokwim Rivers, 310 Kilometer nordwestlich von Anchorage und 380 Kilometer südwestlich von Fairbanks. Der Denali-Nationalpark beginnt rund 100 Kilometer entfernt in östlicher Richtung.

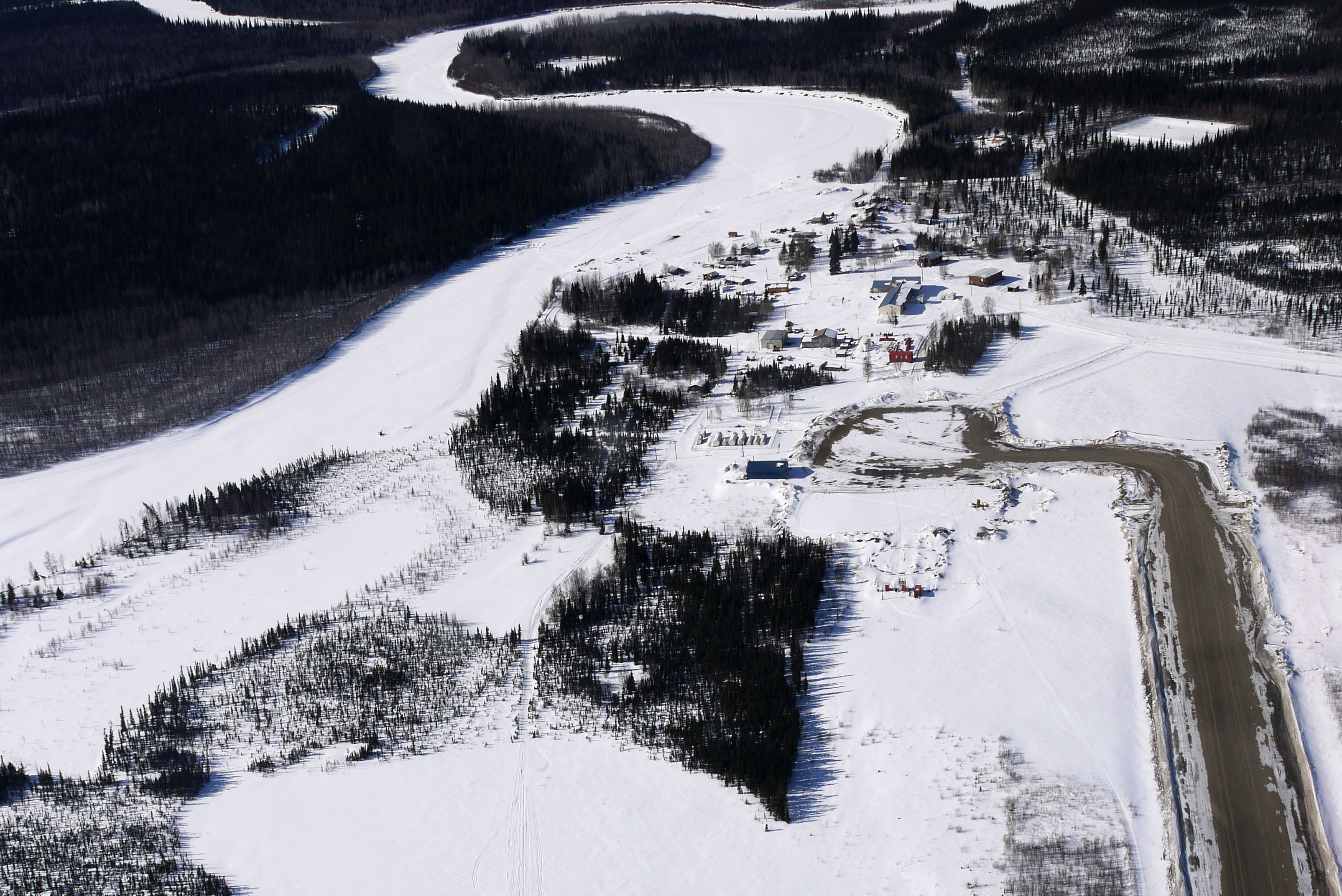
Nikolai mit dem South Fork River und der Flughafenpiste
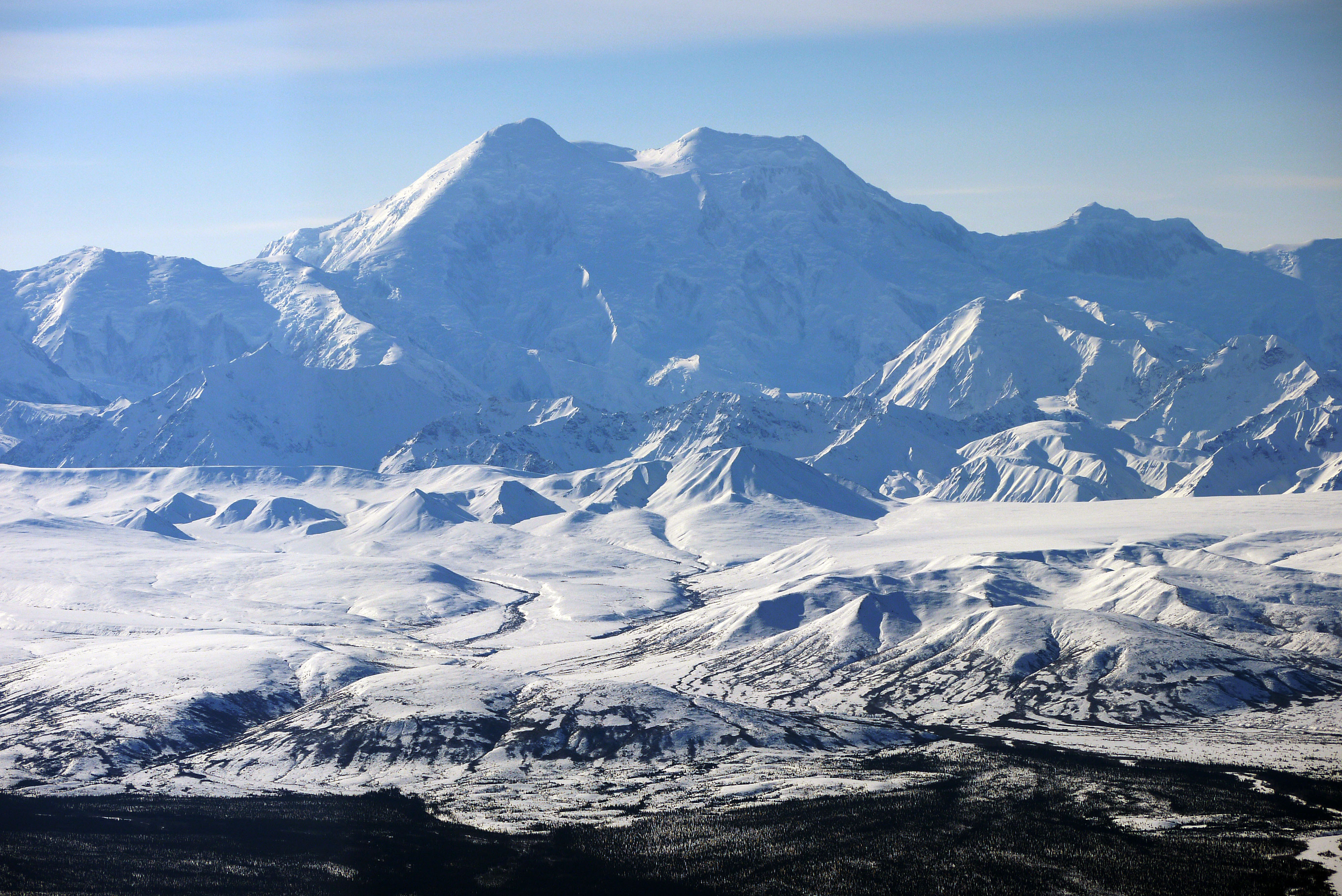
Blick von Nikolai auf den Denali im Denali-Nationalpark
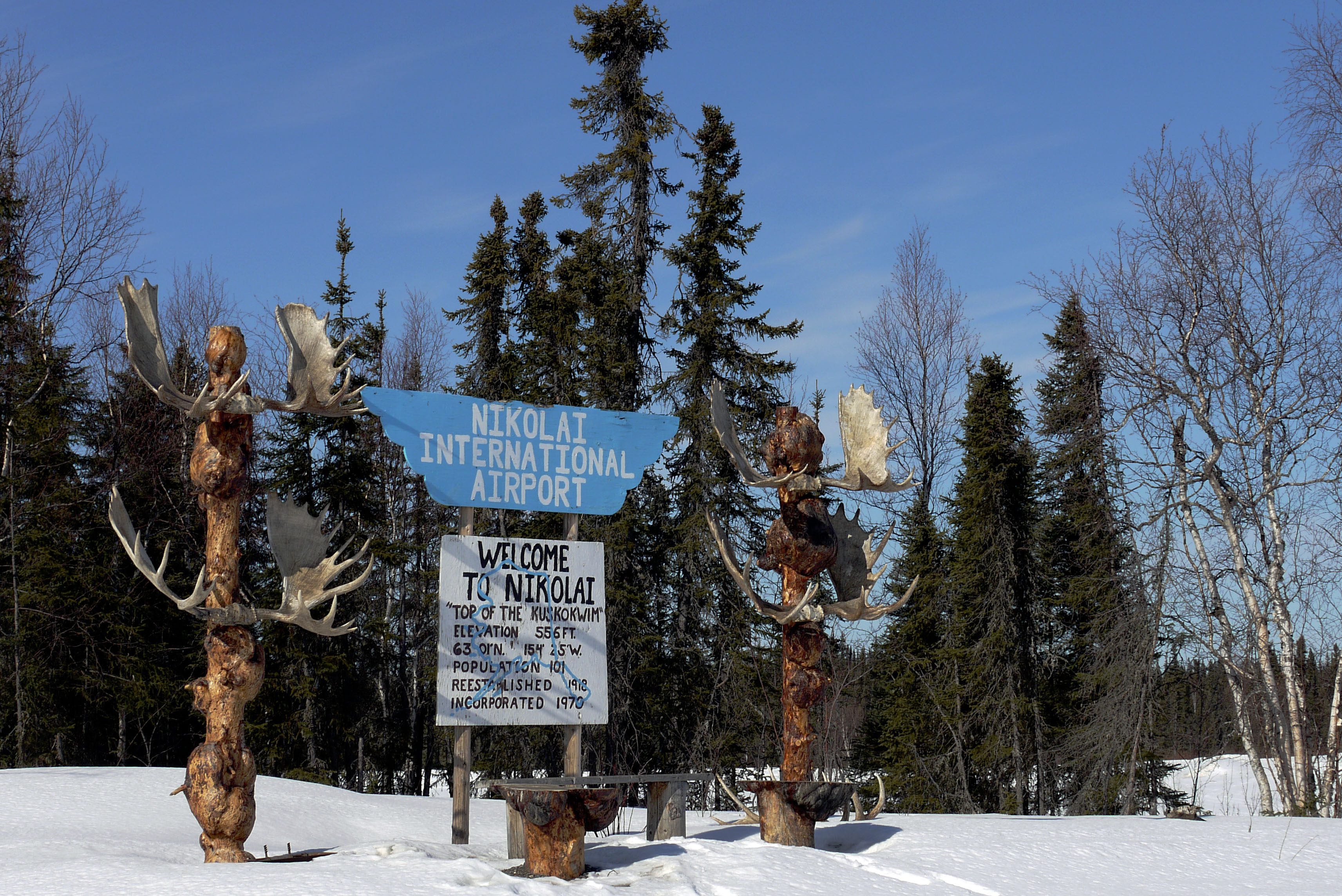
Flughafenschild

## Geschichte

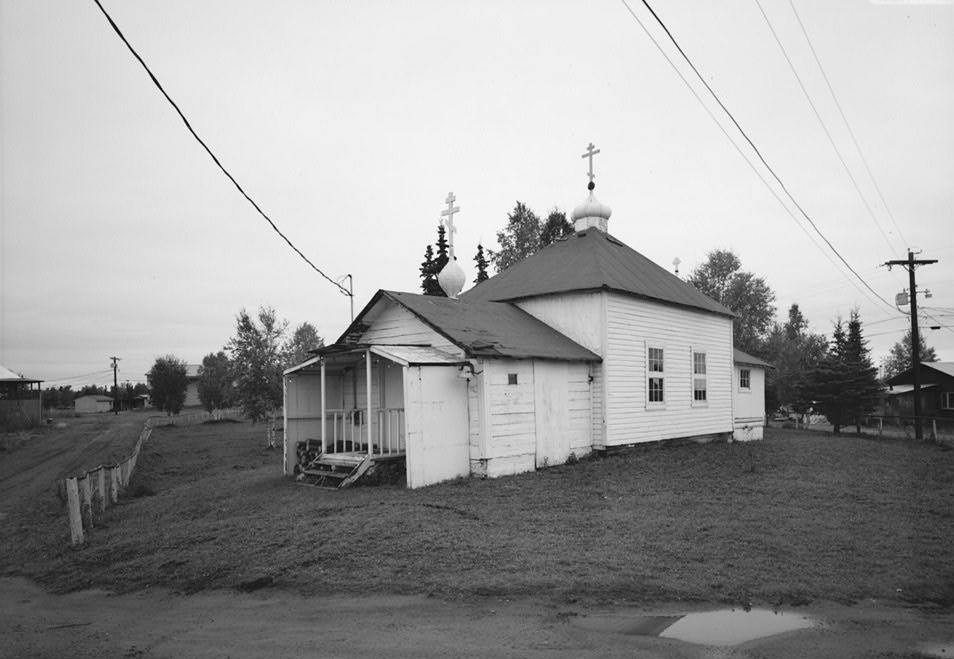
Russisch-Orthodoxe Kirche

Erste Siedler ließen sich in den 1880er Jahren in der Gegend nieder. 1918 wurde der heutige Standort gewählt und nach seinem Gründer, der den Namen Nikolai trug benannt. Während des nordamerikanischen Goldrauschs wurden ein kleiner Handelsposten (trading post) und ein Roadhouse eingerichtet. 1927 wurde eine Russisch-Orthodoxe Kirche (Our Lord Russian Orthodox Church), 1948 eine Schule und 1963 eine Start- und Landebahn für Flugzeuge errichtet. 1970 erfolgte die Gründung zur City of Nikolai.

## Wirtschaft und Transport
Lebensgrundlage der Einwohner sind in erster Linie die Versorgung mit pflanzlichen Nahrungsmitteln aus der Umgebung sowie Jagd-, Fallen- und Fischfangaktivitäten. Aufgrund der kalten Winterperioden sind sie auch auf das Einbringen großer Holzvorräte zu Heizzwecken angewiesen. Der Verkauf, die Einfuhr und der Besitz von Alkohol sind in Nikolai verboten.
Während der Sommermonate ist Nikolai auf dem Luft- oder Wasserweg problemlos erreichbar. Im Winter kann der Ort auf dem zugefrorenen Fluss per Snowmobil oder Hundeschlitten erreicht werden. Nikolai ist auch ein Kontrollpunkt (Checkpoint) im Rahmen des Iditarod, des weltweit längsten Hundeschlittenrennens.

## Klima
Die Temperatur schwankt im Sommer zwischen 9 und 27 °C, im Winter zwischen − 52 und − 18 °C. Die Schneefallhöhe beträgt im Jahresdurchschnitt 1,4 Meter. In der Regel ist der Fluss zwischen Juni und Oktober eisfrei.

## Demografische Daten
Im Jahr 2014 wurde eine Einwohnerzahl von 94 Personen ermittelt, was eine Abnahme um 6,0 % gegenüber dem Jahr 2000 bedeutet. Das Durchschnittsalter der Bewohner lag im Jahr 2014 mit 35,1 Jahren leicht über dem Durchschnittswert von Alaska, der 33,5 Jahre betrug. Der Anteil der auf die Ureinwohner zurückzuführenden Einwohner betrug zu diesem Zeitpunkt 80,9 %.